# Ragnaröek
Ragnaröek ist eine deutsche Mittelalter-Rock-Band, die 2005 gegründet wurde.

## Bandgeschichte

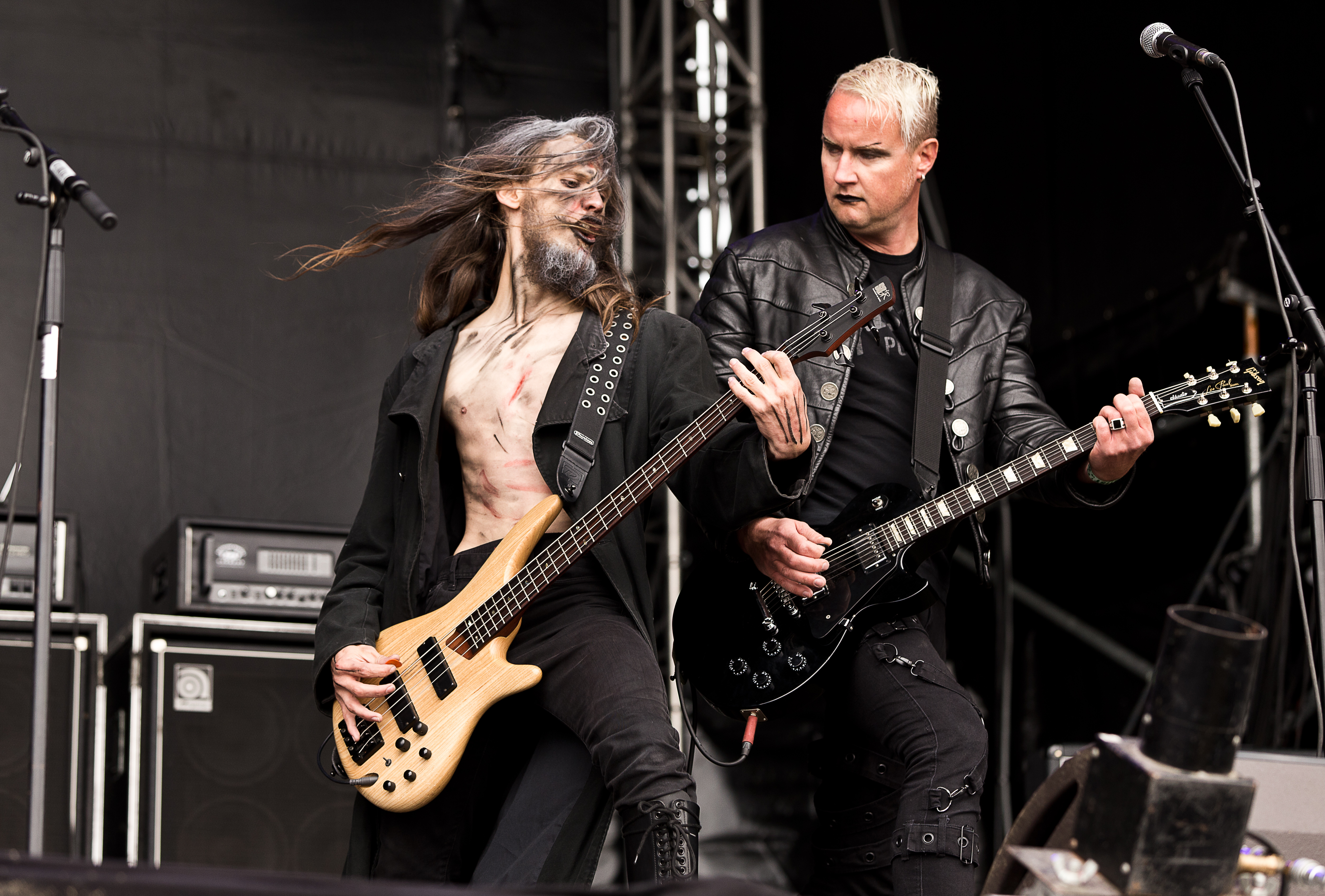
Ragnaröek auf dem Rockharz 2015 in Ballenstedt

Ragnaröek gründete sich 2005 in Schwerin. 2006 erschien ein selbstbetiteltes Demo mit zwei Studiosongs und zwei Liveliedern. 2008 beteiligte sich die Band an einem Sampler des Labels Iron Age Records und konnte anschließend einen Vertrag bei Trollzorn Records unterschreiben. Dort erschien 2009 ihr Debütalbum Rache. Im gleichen Jahr spielte die Band auf dem Wacken Open Air, 2010 auf dem Ragnarök-Festival. 2011 folgte das Album Eiskalt. Im Dezember 2013 erschien via Internet das erste offizielle Musikvideo von Ragnaröek zum Lied Gevadder. Dieses ist auch auf dem dritten Studio-Album Dornig enthalten, das am 17. Juli 2015 erschien. Live wird die Band von Bernd der Schmied, Elina  und dem Richter urige unterstützt, die mit einer Feuershow die Auftritte begleiten.

## Musikstil
Ragnaröek verwenden, wie im Mittelalter-Rock üblich, traditionelle Instrumente wie den Dudelsack. Jedoch ist der traditionelle Anteil deutlich geringer als bei vergleichbaren Bands des Genres. Einflüsse der Neuen Deutschen Härte sowie Elemente der Musik aus der Schwarzen Szene sind insbesondere auf ihrem zweiten Album zu vernehmen. Daher ist ihre Musik im härteren Bereich des Mittelalter-Rocks anzusiedeln. Ihr Musikstil wird meist als Mittelalter-Metal bezeichnet.

## Diskografie
- 2006: Ragnaröek (Eigenvertrieb)
- 2009: Rache (Trollzorn / SMP Records)
- 2011: Eiskalt (Trollzorn / SMP Records)
- 2015: Dornig (Trollzorn / SMP Records)